# Playtime
Playtime este un film de comedie francez din 1967, regizat de Jacques Tati.

## Distribuție
- Jacques Tati - domnul Hulot
- Barbara Dennek - Barbara
- John Abbey - Lacs
- Reinhard Killdehoff - German Director
- Yves Barsacq - domnul Hulot's old